# Аршак II (цар Великої Вірменії)
Аршак II (вірм. Արշակ Բ) — цар Великої Вірменії у 350–367 роках. Замінив на престолі Тирана.

## Правління
Відзначався жорстокістю. Був одружений зі знатною римлянкою Олімпією. Зберігав нейтралітет у римсько-сасанідських відносинах до самого 361 року. Боровся проти зрадницької позиції деяких впливових нахарарів. Заснував місто Аршакаван. Планував створення потужної армії. Після римсько-сасанідського миру між Йовіаном та Шапуром II Вірменія опинилась у складному становищі. Невдовзі війська сасанідів здійснили невдалий напад на Вірменію. Не досягнувши успіху в бою, сасанід Шапур запросив Аршака II на мирні перемовини та взяв у полон. Аршак помер в ув'язненні в Персії. Його наступником на троні Великої Вірменії став цар Пап.

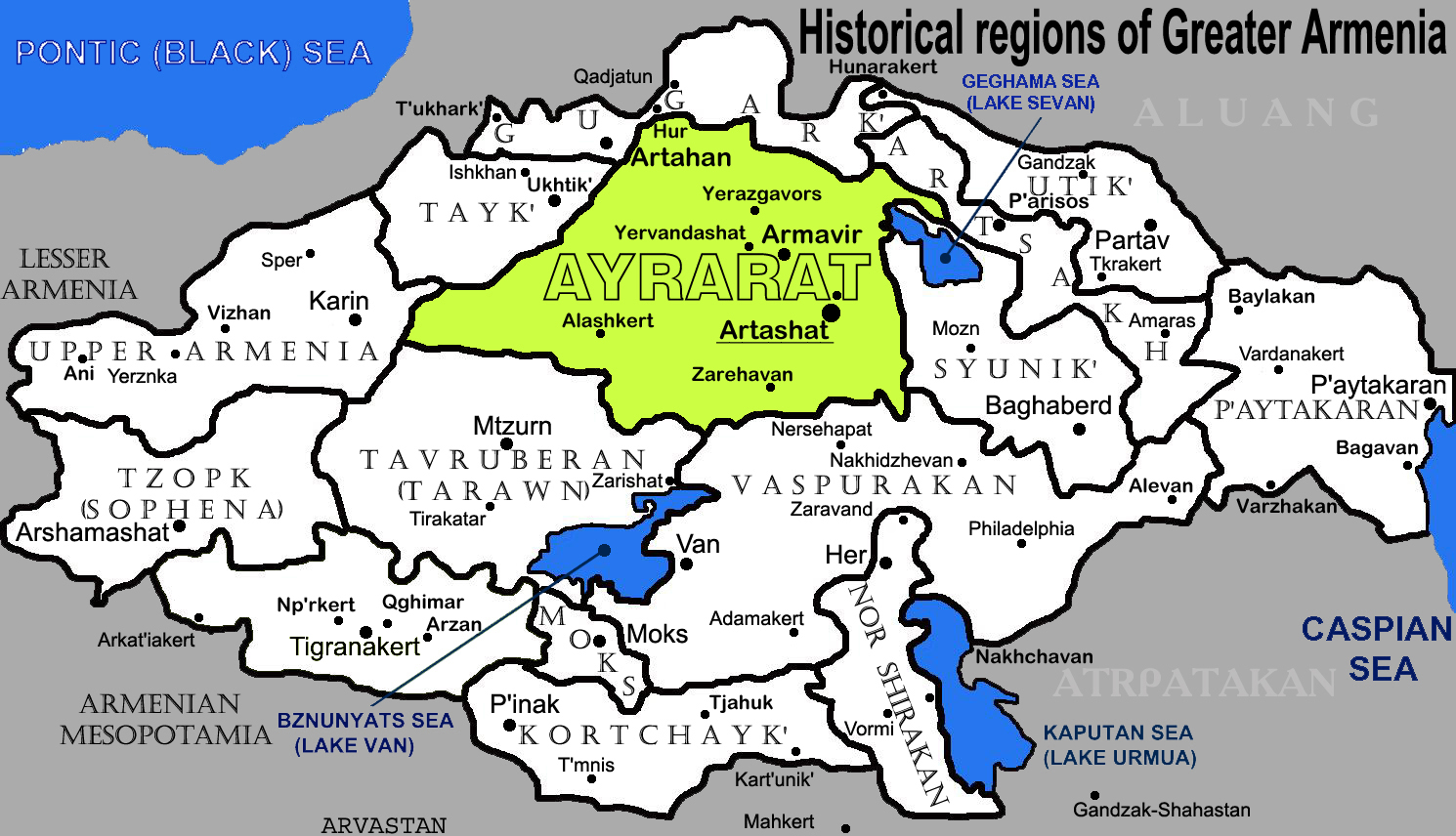
Historical provinces of Greater Armenia